# Ла-Таблада
Ла-Таблада (исп. La Tablada) — город в Аргентине в провинции Буэнос-Айрес в муниципалитете Ла-Матанса.

## История
В 1900 году здесь была построена железнодорожная станция, вокруг которой постепенно вырос населённый пункт.
В 1989 году вооружённая группировка под командованием Энрике Горриарана совершила неудачное нападение на расположенные здесь военные казармы.
В 1993 году Ла-Таблада получила статус города.